# IC 3591
IC 3591 је галаксија у сазвјежђу Дјевица која се налази на листи објеката дубоког неба у Индекс каталогу.
Деклинација објекта је + 6° 55' 34" а ректасцензија 12h 37m 2,8s. Привидна величина (магнитуда) објекта IC 3591 износи 13,5 а фотографска магнитуда 14,1. IC 3591 је још познат и под ознакама UGC 7790, MCG 1-32-115, CGCG 42-179, MK 1329, VCC 1699, PGC 42108.